# Vüqar Nadirov
Vüqar Nadirov (en azéri : Vüqar Ərşad oğlu Nadirov), né le 15 juin 1987 à Agdam, est un footballeur international azerbaïdjanais. Depuis 2009, il évolue au poste d'attaquant dans le club azerbaïdjanais du FK Qabala.

## Biographie
Le 12 février 2004, Vüqar Nadirov fait ses débuts en équipe d'Azerbaïdjan pour affronter l'Israël en match amical. Il reste jusqu'en 2008, le plus jeune joueur international azerbaïdjanais.
Le 3 juin 2011, lors des éliminatoires de l'Euro 2012 face au Kazakhstan au Almaty Central Stadium, il égalise à la 63e minute du match, mais ne peut empêcher la défaite de son équipe 2-1.

## Statistiques en sélection
| Année | Sélection Azerbaïdjan |
| ----- | --------------------- |
| 2004  | 1 match               |
| 2005  | 3 matchs              |
| 2006  | 5 matchs              |
| 2007  | 5 matchs / 1 but      |
| 2008  | 1 match               |
| 2009  | 12 matchs             |
| 2010  | 6 matchs              |
| 2011  | 6 matchs / 2 buts     |
| 2012  | 8 matchs / 1 but      |
| 2013  | 3 matchs              |

Dernière mise à jour le 13 octobre 2013.

## Palmarès
- Championnat d'Azerbaïdjan : 2014, 2015 et 2017
- Coupe d'Azerbaïdjan : 2015